# Palais Dietrichstein-Ulfeld
Le palais Dietrichstein-Ulfeld est un palais de Vienne, dans l'arrondissement d'Innere Stadt, au 3 Minoritenplatz.

## Histoire
Avant que le comte Ulfeld en prenne possession, il y eut deux anciens propriétaires. Il fait construire par Franz Anton Hillebrandt deux bâtiments avec une façade mélangeant baroque et classique ainsi qu'une grande salle de fêtes. La division de l'espace intérieur en deux maisons est restée intacte. En 1799, l'une est prise par le chancelier polonais, l'autre est habitée par Marie-Béatrice d'Este et son époux Ferdinand d'Autriche-Este. Ensuite, les aménagements suivent le néoclassicisme. En 1853, Franz Joseph von Dietrichstein achète le palais.
Depuis 1908, il sert au ministère des Affaires étrangères et à la Chancellerie fédérale.